# Peugeot 102
Le 102 est un cyclomoteur du constructeur Peugeot lancé en 1967 pour succéder à la famille BB. D'une conception commune avec le modèle 101, son apogée se situe dans les années 1970. Il est ensuite peu à peu supplanté par le modèle 103 de conception plus récente et plus puissante tout en ayant cohabité plus de 10 ans.
Le 102 a existé comme le 101 sous plusieurs formes aux apparences très différentes :
- la version avec gros réservoir de forme complexe sur la poutre avant
- la version à poutre plate et réservoir sous la selle et petites roues versions MR, MT
- la version avec petit réservoir en amande dans la poutre avant (comme les 103) versions S, T

Le 102 a eu une longue carrière qui s'est arrêtée au milieu des années 1980. Au cours des années 1970 puis 80, il a servi de bas de gamme économique au 103.

## Caractéristiques
Issue du 101, le 102 possède un moteur plus puissant, 2 temps de 49,9 cm3 de 1.5 ch à 5 000 tr/min, un embrayage automatique à disque mais pas de variateur de vitesse. La transmission est à courroie et chaîne. L'admission se fait directement dans le cylindre via un long tube horizontal connecté à un carburateur de 12 mm. Le moteur fixe est boulonné sur le cadre. De son lancement jusqu'à sa disparition du catalogue la puissance du moteur va passer de 1,5 ch à 1,75 ch puis 1,9 ch, 2,2 ch et même 2,4 ch sur les derniers modèles (102 SP-S). Sur le catalogue Peugeot de 1983 on compte pas moins de 3 puissances de moteur différentes rien que pour le 102. 
La conception est classique, avec un cadre en acier embouti soudé. Selon les versions, le réservoir fait partie du tube diagonal ou est accroché sous la selle. Le moteur est situé en position centrale basse et entraine un plateau-poulie par une courroie. L'embrayage centrifuge automatique est disposé en sortie de vilebrequin côté gauche. L'allumage par magnéto et rupteur (sans batterie) sous un capot est positionné côté droit du vilebrequin. La roue arrière munie d'un grand plateau denté est entrainée par une chaine via un pignon réducteur qui est solidaire du plateau. Des pédales permettent de démarrer le moteur sur béquille. Elles servent aussi à rouler (très difficilement) en position vélo comme le voulait la loi sur les cyclomoteurs.

## Modèles
Tout au long de sa carrière, le 102 connut différents modèles à la suite des améliorations et versions commerciales successives de la fin des années 1960 au milieu des années 1980.
- 102 R : Réservoir avant et diamètre de roues de 19 pouces. Pas de suspensions, fourche rigide, freins à patin sur jante à l'avant, à tambour à l'arrière.
- 102 T : Modèle R amélioré avec fourche télescopique et frein avant à tambour, garde-boue en acier inoxydable
- 102 MR : Modèle R réservoir sous la selle de 3 L, roues de 16 pouces.
- 102 MT : Modèle MR amélioré fourche télescopique et frein avant à tambour, garde-boue en acier inoxydable.
- 102 MS : Modèle le plus complet reprenant les améliorations du M, mais avec un bras oscillant et des amortisseurs arrière inclinés vers l'avant.
- 102 KR, KT : Evolution en 1974 des R et T, avec roues de 17 pouces et phare agrandi.
- 102 SP série KSM : Apparait en 1979, modèle de ville, ressemble au 103ML/MV, fourche carénée gros garde boue, suspension arrière, roues de 17 pouces.
- 102 SP série S : Modèle sport du KSM, ressemble au 103 SP, fourche sport, amortisseurs arrière à ressorts, gros freins et phare rond, pot long chromé selon les années. Contrairement aux autres 102, le réservoir est placé à l'avant (comme sur les 103).
- 102 NMR, NMT : Version à roues de 14 pouces des MR MT. Appelé parfois « Mini 102 ».
- 102 CITY : avant modèle de la série, il reprend l'aspect général du MS avec des carénages plastiques protégeant les 2 chaines de transmission. Ce modèle possède aussi un moteur flottant.
- 102 TWENTY ou simplement TWENTY : c'est une version modernisée du 102 CITY avec une fourche type sport, des clignotants et des pneumatiques de 15 pouces.